# Frk. Letpaataa
Frk. Letpaataa (originaltitel: Das Mädel vom Ballet) er en tysk komedie-stumfilm fra 1918 instrueret af Ernst Lubitsch.
I filmen medvirker bl.a. Ossi Oswalda, Harry Liedtke og Margarete Kupfer.
Filmen er indspillet i Tempelhof Studios i Berlin. 

## Medvirkende
- Ossi Oswalda som Ossi
- Margarete Kupfer
- Ferry Sikla som Adolf von Dillingen
- Harry Liedtke som Dr. Fersn
- Julietta Brandt